# Publitalia '80
Publitalia '80 Concessionaria Pubblicità S.p.A., nota anche semplicemente come Publitalia, è la concessionaria esclusiva di pubblicità di Mediaset in Italia.
Raccoglie pubblicità per Canale 5, Italia 1 e Rete 4.
La sede centrale si trova a Cologno Monzese in viale Europa, 44. Si contano altre 4 sedi regionali situate nelle principali città d'Italia, tra cui Roma e Torino, oltre alle due filiali nazionali Digitalia '08 S.r.l. e Promoservice Italia S.r.l., alla filiale internazionale presente in 5 Paesi europei Publieurope Ltd, e alla sussidiaria partecipata al 50% Mediamond S.p.A., per un totale di circa 700 dipendenti e agenti.
Dal 1996 il presidente di Publitalia '80 è Giuliano Adreani.

## Profilo e storia
È la prima concessionaria multinazionale d'Europa per fatturato generato principalmente da raccolta pubblicitaria attraverso televisione commerciale; si occupa direttamente e attraverso un ristretto network di agenzie della vendita di tutti gli spazi pubblicitari, su tutte le piattaforme, delle undici reti nazionali (tre generaliste, tre semigeneraliste e cinque tematiche) di Mediaset, Canale 5, Italia 1, Rete 4, Iris, La 5, Mediaset Extra, Italia 2, TOP Crime, Boing, Cartoonito, Cine 34 e TGcom24, oltre ai canali musicali Radio Italia TV e R101 TV mediante la diffusione di spot (pubblicità tabellare), "Innovation & Unconventional Advertising" (telepromozioni, televendite, sponsorizzazioni autoprodotte, brand integration e branded content).
Attraverso una serie di concessionarie controllate gestisce inoltre la vendita di pubblicità presente su canali televisivi internazionali, nazionali in pay-tv (in passato su Mediaset Premium e poi Sky Italia), su siti Internet, app, oltre a periodici e radio di Mondadori. Dopo essere stata per più di dieci anni la più importante azienda controllata direttamente da Fininvest, dal 1993, anno di fondazione del Gruppo Mediaset, ha assunto il ruolo di società di punta del gruppo essendo di fatto il principale canale finanziario in entrata. Svolge anche attività nel campo della formazione, organizzando a Milano dal 1987 un noto corso post laurea (accreditato ASFOR come Master Specialistico): il Master in Marketing, Digital Communication, Sales Management, della durata complessiva di 13 mesi.
Publitalia, con le proprie società controllate, raccoglie complessivamente oltre 2 miliardi di euro l'anno di introiti pubblicitari da più di mille clienti. Ha come concorrenti dirette in Italia le concessionarie Rai Pubblicità, CairoRCS Pubblicità, Manzoni Advertising, Sky Media e Discovery Media. Detiene rapporti commerciali con tutte le principali aziende italiane e holding multinazionali, con i grandi gruppi media e pubblicitari internazionali, con i centri media, le agenzie di pubblicità, la pubblica amministrazione, gli enti fieristici e alcune media company affiliate.
È presente nelle principali organizzazioni nazionali e internazionali del settore pubblicitario, della comunicazione e dei media. Durante gli anni Ottanta ha contribuito ad innovare il sistema pubblicitario televisivo italiano sino ad allora esistente rivolgendo la propria offerta particolarmente alle aziende di media dimensione, mentre la concorrente Sipra, la concessionaria di pubblicità RAI, si occupava solo di grandi imprese trattando quasi esclusivamente con le agenzie pubblicitarie.
Con una nuova impostazione commerciale, supportata dallo sviluppo di strategie di marketing e di nuove tecniche d'analisi, Publitalia ha contribuito a modificare sensibilmente, ed in pochi anni, gli equilibri di un mercato decisamente in espansione e, a differenza di quello statunitense e anglosassone, fino a quel momento ancora legato esclusivamente alla televisione pubblica. Un esempio su tutti, l'introduzione dell'inedito metodo delle royalty per incentivare l'investimento delle aziende che intendevano proporre per la prima volta la propria pubblicità in tv. Grazie a questo modello commerciale e alla progressiva crescita degli ascolti delle reti Mediaset, in breve tempo l'azienda incrementò enormemente il proprio fatturato sino a raggiungere quote di mercato senza precedenti in ambito europeo.
Nel corso degli anni, Publitalia '80 era anche la concessionaria pubblicitaria di alcuni canali televisivi locali, nazionali e satellitari come TV Koper-Capodistria, Rete A, Junior Tv, Italia 7, Tivuitalia, Milan Channel, MT Channel, Happy Channel, Duel TV, Italia Teen Television, Comedy Life, Mediashopping, di diversi siti Internet italiani, di Mediavideo, di alcune prestigiose squadre di calcio tra cui la Nazionale Italiana, Milan, Inter, Lazio e Genoa, della Polisportiva Milan, di grandi eventi nazionali, come il Carnevale di Venezia, il Festival dei Due Mondi, il Giro d'Italia e diverse mostre, dei primi servizi pay-per-view di Mediaset Premium, nonché di alcuni settimanali e periodici editi da Arnoldo Mondadori Editore e Mediaset.
Ha inoltre contribuito in modo rilevante alla creazione di concessionarie televisive in altri Paesi europei per le tv estere fondate negli anni Ottanta da Fininvest e poi cedute: Publitel France, concessionaria dell'emittente francese La Cinq, e Publitel Gesellschaft, della tedesca Tele 5. Così accadde anche per Publiespaña nel 1989, per l'allora nascente rete spagnola Telecinco, acquisita poi dal gruppo. Oggi, la concessionaria del Gruppo Mediaset.Es, con sede principale a Madrid, è leader incontrastata in Spagna, anche se con una quota di mercato sensibilmente inferiore rispetto alla cugina italiana, circa il 30%.
Vent'anni più tardi, Publitalia ha partecipato alla creazione della società Nessma Advertising, nata nel 2009, deputata alla raccolta pubblicitaria del canale satellitare Nessma, presente nel Maghreb. Nel 1994, a seguito della fondazione da parte di Silvio Berlusconi del movimento politico Forza Italia, un gruppo di manager dell'azienda, primo fra tutti l'allora presidente Marcello Dell'Utri (cofondatore del movimento), entrarono a far parte del nuovo partito, ricoprendo poi differenti cariche politiche e istituzionali anche in forza ad altri schieramenti; tra questi Gianfranco Micciché, Giancarlo Galan, Enzo Ghigo, Aldo Brancher, Romano Comincioli, Roberto Tortoli, Aldo Arroni, Antonio Martusciello, Elio Massimo Palmizio, Roberto Cipriani e Domenico Lo Jucco.
La concessionaria è socio promotore della fondazione per la comunicazione sociale Pubblicità Progresso. Da più di vent'anni organizza al Teatro Manzoni di Milano la rassegna musicale "Aperitivo in Concerto", sponsor principale della "Mostra del Libro Antico", organizzata per diversi anni dalla Fondazione Biblioteca di via Senato, presso il Palazzo della Permanente di Milano.

## Attività internazionali e comunicazione crossmediale
Controlla totalmente due concessionarie minori specializzate nei mercati internazionali e nella pay tv, rispettivamente Publieurope Ltd, Digitalia '08 Srl. Detiene inoltre il 100% di Promoservice Italia Srl e il 50% della concessionaria digitale e dei mezzi stampa-radio Mediamond Spa.
- Publieurope, attiva dal 1996, fornisce ai clienti stranieri prodotti e servizi pubblicitari attraverso le reti Mediaset, le testate editoriali Arnoldo Mondadori Editore ed una serie di emittenti televisive internazionali diffuse in Germania, Austria, Svizzera, Spagna e Regno Unito: Sat.1, Prosieben, Kabel 1, DSF, Pulse 4, N 24, Sport1, Sixx, Telecinco, Cuatro, Boing, LaSiete, Nueve, Factoria de Ficcion, 40 Latino, CNN+, Canal Club, Intereconomia, Teuve, Ono, Chello Multicanal, Channel 4, E4, More4, Film4, 20 canali europei di SBS Broadcasting Group (ora ProSiebenSat.1 Media AG) presenti in Belgio, Bulgaria, Danimarca, Finlandia, Norvegia, Romania, Paesi Bassi, Svezia e Ungheria. L'attività commerciale è svolta attraverso gli uffici di Londra (sede centrale), Parigi, Madrid, Monaco di Baviera e Losanna, con la fattiva collaborazione di Publitalia '80, per i rapporti con i clienti italiani, e di Publimedia, nonché Publiespaña (Mediaset España), con i clienti spagnoli. Nel Febbraio 2022 Publieurope ha investito in Action Media LTD, media company specializzata nella realizzazione di contenuti audio (podcast) con sede a Londra, che a seguito di questa operazione ha cambiato nome diventando Dr Podcast Audio Factory LTD.

La concessionaria di Mediaset Premium

- Digitalia '08 nasce nel 2007 per raccogliere pubblicità per le ex reti pay tv del Gruppo Mediaset distribuite su digitale terrestre e Sky Italia: Premium Joi, Premium Stories, Premium Action, Premium Cinema, Premium Cinema Emotion, Premium Cinema Energy, Premium Cinema Comedy, Premium Crime, BBC Knowledge, Studio Universal, e tutti i canali Premium Calcio, Premium Sport, Premium Play dell'offerta Mediaset Premium. In passato, la società seguiva inoltre la vendita di pubblicità di Mediavideo (il teletext di Mediaset). Dal 2006 fino agli inizi del 2008 le attività di questa concessionaria sono state gestite da un'altra società, anch'essa controllata da Publitalia '80, chiamata Promoservice Italia Srl e delegata, sin dagli anni '80, alla gestione delle merci ricevute come parziale pagamento della pubblicità televisiva. Dal 2020 del sito per la piattaforma OTT sportiva DAZN ed il canale DAZN Channel. Dal 1º gennaio 2022 gestisce la raccolta pubblicitaria dI RadioMediaset.
- Promoservice Italia, ricostituita nel 2011, svolge esclusivamente attività di servizi e acquisti.
- Mediamond, nata nel 2008, è la società a partecipazione paritetica con Arnoldo Mondadori Editore. Con "Mediamond Digital" è attiva nella vendita di tutti gli spazi pubblicitari presenti sui siti Internet e App editi da Mediaset, da Mondadori e da editori terzi: Mediaset Infinity, TGcom24.it, Sportmediaset.it, Witty.tv, Panorama.it, ilGiornale.it, Meteo.it, TvSorrisi e Canzoni, Donnamoderna.com, Grazia, e molti altri. Con Mediamond Stampa-Radio gestisce inoltre attività relative alla raccolta di oltre quaranta testate periodiche (stampa) ed emittenti radiofoniche  (RadioMediaset ovvero le radio del Gruppo Mediaset ma anche Radionorba, Radio Bruno, Radio Birikina e le altre radio del gruppo klasseuno)  Il presidente della concessionaria è Giuliano Adreani.

## Aspetti controversi
La quota di raccolta pubblicitaria relativa a Publitalia '80, rispetto al totale mercato nazionale, per diversi anni venne giudicata da alcuni partiti politici di centro-sinistra e sinistra come eccessiva. Sebbene il referendum abrogativo del 1995 sulla modifica del tetto massimo di raccolta pubblicitaria delle televisioni private ebbe esito negativo e seppure la quota sia in totale conformità alla legge italiana vigente, secondo alcuni esponenti politici la posizione di Publitalia '80 appariva in contrasto, per certi versi, con la Direttiva Europea Televisione senza frontiere.
Da qui, nel 2007, la presentazione da parte dell'allora Ministro delle Comunicazioni Paolo Gentiloni di un disegno di legge con fissazione di un tetto del 45% sulla raccolta pubblicitaria per ciascun soggetto operante nel mercato televisivo. Tuttavia l'Autorità garante della concorrenza e del mercato espresse parere negativo all'imposizione di un tetto poiché avrebbe depresso la crescita, lo sviluppo e la competitività dell'azienda. Il ddl naufragò dopo la caduta del governo di centro-sinistra.
La responsabile per la Società dell'Informazione e Media della Commissione europea di allora, Viviane Reding, ritenne opportuno specificare che una "posizione dominante" non va applicata alle aziende che superano una quota stabilita, ma viene decisa caso per caso. Difatti le Direttive dell'Unione europea pongono tale norma solo «ai mercati della comunicazione elettronica» e non al mercato pubblicitario televisivo.

## Presidenti
- 1979 - 1983: Silvio Berlusconi
- 1983 - 1995: Marcello Dell'Utri
- 1995 - 1996: Roberto Poli
- 1996 - in carica: Giuliano Adreani

## Sedi
Publitalia '80 S.p.A.:
Lombardia
- Milano (Cologno Monzese, viale Europa, 44 - Gruppo Mediaset)

Piemonte e Valle d'Aosta
- Torino (corso Emilia, 6/A)

Toscana
- Firenze (via Sestese, 67)

Centro e Sud
- Roma (via C. Dolci, 5)
- Napoli (via G. Boccaccio, 2)

(nelle altre regioni italiane operano agenzie territoriali)
Publieurope Ltd:
 Italia
- Milano, (Publitalia '80 S.p.A.) - Viale Europa, 44 - Gruppo Mediaset - Cologno Monzese

 Regno Unito
- Londra, Ariel House - 74 A, Charlotte Street WIT 4Q

 Francia
- Parigi, 68, Rue des Archives

 Spagna
- Madrid, (Publimedia - Publiespaña S.A.) - C.tra De Fuencarral a Alcobendas, 4

 Germania
- Monaco di Baviera, Nordendstr, 64

 Svizzera
- Losanna (Savigny), 11, Chemin de la Guèta

Digitalia '08 S.r.l.:
- Milano (Cologno Monzese), Viale Europa, 44 - Gruppo Mediaset

Promoservice Italia S.r.l.:
- Milano (Milano Due), Centro Direzionale, Palazzo Cellini

Mediamond S.p.A.:
- Milano (Milano Due), Centro Direzionale, Palazzo Cellini

Master Publitalia '80 (sede didattica):
- Milano (Cologno Monzese), Viale Europa, 44

Showroom Publitalia '80:
- Milano (Rho) - Fiera di Milano, Corso Italia - Centro Servizi/Edificio E1

## Società controllate
- Publieurope Ltd 100%
- Digitalia '08 Srl 100%
- Promoservice Italia Srl 100%
- Mediamond Spa 50%